# Mario Martone
Mario Martone, född 1959, är en italiensk filmregissör och manusförfattare. Han fick juryns stora pris vid filmfestivalen i Venedig 1992. Hans filmer har även nominerats till David di Donatello för bästa film åtskilliga gånger.

## Filmografi (i urval)
- 1992 – Morte di un matematico napoletano
- 2010 – Noi credevamo
- 2022 – Nostalgia